# 1967 w Wojsku Polskim
Kalendarium Wojska Polskiego 1967 – strona przedstawia wydarzenia w Wojsku Polskim w roku 1967.

## 1967
- w ćwiczeniach i treningach sztabowych uwzględniono problematykę mobilizacyjnego i operacyjnego rozwijania sił zbrojnych[1]
- wprowadzono do uzbrojenia: ZSU-23-4 „Szyłka” i S-75 „Wołchow”[1]

## Styczeń
- w Instytucjach Centralnych MON, okręgach wojskowych, rodzajach sił zbrojnych i akademiach wojskowych odbyły się konferencje sprawozdawczo-wyborcze[2]

10–14 stycznia
- w Polsce przebywał z wizytą minister obrony narodowej Królestwa Belgii, dr. Charles Poswick[2]

13 stycznia
- odbyła się narada kierowniczej kadry sił zbrojnych poświęcona rozbudowie systemu OT[1]

16 stycznia
- 1 Warszawska Dywizja Zmechanizowana im. Tadeusza Kościuszki otrzymała w przeddzień rocznicy wyzwolenia Warszawy zespołową odznakę „Za zasługi dla Warszawy”[2]
- grupa byłych żołnierzy 7 baterii 1 pułku artylerii lekkiej przekazała do Muzeum WP w Warszawie osobiste pamiątki z lat wojny[a][2]

18 stycznia
- odbyła się IV Centralna Narada Gospodarcza MON[1]

20 stycznia
- w Akademii Sztabu Generalnego odbyła się sesja naukowa poświęcona omówieniu problematyki lotniczej w systemie obrony terytorialnej kraju[2]

27 stycznia
- w Moskwie, Waszyngtonie i Londynie podpisano układ o pokojowym wykorzystaniu kosmosu[2]

## Luty
4 lutego
- odbyło się plenarne posiedzenie Zarządu Głównego Związku Inwalidów Wojennych, w czasie którego dokonano wyboru nowego prezesa związku (gen. bryg. Aleksander Kokoszyn)[2]

20 lutego
- w Głównym Zarządzie Politycznym WP odbyło się spotkanie z byłymi członkami i działaczami PPR, żołnierzami Gwardii i Armii Ludowej[2]

## Marzec
14–24 marca
- z wizytą w Polsce przebywał naczelny dowódca sił zbrojnych Finlandii, gen. por. Yrjö Ilmari Keinonen[2]

23 marca
- Oficerska Szkoła Lotnicza została przekształcona w Wyższą Oficerską Szkołę Lotniczą im. Jana Krasickiego, w której jesienią rozpoczęto naukę według nowego 4-letniego programu nauczania[3]

28 marca
- w Muzeum WP w Warszawie otwarto wystawę z okazji 20 rocznicy śmierci gen. broni Karola Świerczewskiego[2]

## Kwiecień
14 kwietnia
- ukazała się ustawa o Prokuraturze PRL, która m.in. wprowadziła jednolitość organów prokuratury w całym państwie[b][2]

21 kwietnia
- w Pradze podpisano umowę o współpracy między Głównym Zarządem Politycznym WP i Czechosłowacką Armią Ludową, ustawa obejmowała wszystkie dziedziny, które wchodzą w zakres działalności politycznej, ideologicznej, kulturalnej i oświatowej w wojsku[2]

## Maj
2–9 maja
- przedstawiciele polskiej Oficerskiej Szkoły Lotniczej rewizytowali we Francji Salon de Provence[1][3]

3 maja
- z wizytą w Polsce przebywała grupa francuskich generałów i wyższych oficerów z gen. dyw. Schuhlerem[2]

4 maja
- z okazji 22 rocznicy zwycięstwa, w celu zachowania chlubnych tradycji ludowego Wojska Polskiego, przywrócono dla szeregu jednostek wojskowych historyczne nazwy i numery zasłużonych oddziałów frontowych, które w wyniku powojennych reorganizacji wojska nie zostały zachowane[2]

11 Dywizja Lotnictwa Myśliwskiego została przemianowana na 3 Brandenburską Dywizję Lotnictwa Myśliwskiego
5 maja
- wprowadzono oznaki dla żołnierzy 6 Pomorskiej Dywizji Powietrznodesantowej i jednostek obrony wybrzeża[2]

5–8 maja
- z oficjalną wizytą w Gdyni przebywał holenderski krążownik „De Zeven Provincien”[2]

9 maja
- podniesiono banderę na ORP „Mewa”
- strażnicy WOP w Porajewie nadano imię kpt. Stepana Wajdy[2]

11–20 maja
- na zaproszenie ministra obrony narodowej PRL przebywała w Polsce delegacja Sił Zbrojnych Rumunii[2]

20 maja
- szkołom oficerskim wojsk zmechanizowanych, pancernych, wojsk rakietowych i artylerii, wojsk obrony przeciwlotniczej, wojsk inżynieryjnych, wojsk łączności, wojsk chemicznych oraz samochodowej i lotniczej nadano status wyższych uczelni[c][2]

27 maja
- rozpoczęły się ćwiczenia ZSZ UW na terenie Polski i NRD[1]

## Czerwiec
- na pokładzie imiennika okrętu podwodnego ORP „Orzeł”, w 27 rocznicę jego zatonięcia na Morzu Północnym, odbył się uroczysty apel poległych. Odsłonięto także umieszczoną na pomoście okrętu tablicę pamiątkową z nazwiskami oficerów, podoficerów i marynarzy „Orła” wraz z napisem: „Wierni Ojczyźnie i morzu polegli na swym okręcie. Cześć ich pamięci”[2]

22–26 czerwca
- z wizytą w Gdyni przebywał duży okręt przeciwpodwodny Floty Bałtyckiej ZSRR projektu 61 „Obrazcowyj”[2]

## Lipiec
3 lipca
- rozpoczął się dwudziesty piąty rejs szkolny ORP „Iskra”

4 lipca
- zarządzeniem MON powołano Szkoły Chorążych Wojsk Lotniczych dających absolwentom tytuł „Technika Lotniczego”[3][4]

7 lipca
- obowiązki naczelnego dowódcy Zjednoczonych Sił Zbrojnych Układu Warszawskiego objął Marszałek Związku Radzieckiego Iwan Jakubowski[2]

24 lipca
- w Warszawie podpisano porozumienie o współpracy Wojska Polskiego ze Związkiem Nauczycielstwa Polskiego w dziele patriotycznego wychowania młodzieży i popularyzacji ludowej obronności[d][2]

24–25 lipca
- z wizytą w Polsce przebywał naczelny dowódca Zjednoczonych Sił Zbrojnych państw-stron Układu Warszawskiego Marszałek Związku Radzieckiego Iwan Jakubowski[2]

28 lipca
- z kurtuazyjną wizytą w Edynburgu przebywał niszczyciel „Wicher” i dwa trałowce[2]

## Sierpień
- zespół polskich okrętów podwodnych odbył rejs szkoleniowy na Morze Północne i Północny Atlantyk z wejściem do Murmańska[2]

20–27 sierpnia

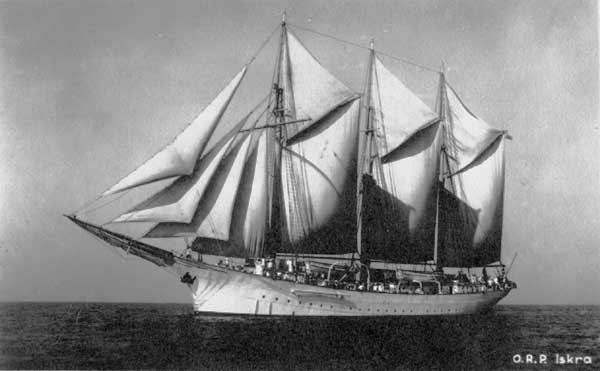
ORP „Iskra”

- polska delegacja wojskowa brała udział na terenie Bułgarii i na Morzu Czarnym w manewrach armii i marynarki wojennej Bułgarii, Rumunii i ZSRR pod kryptonimem „Rodopy”. W tym samym czasie odbyły się również w południowo-zachodnich rejonach Polski kombinowane manewry sztabów i jednostek wojskowych PRL, NRD i ZSRR[2]

23 sierpnia
- zakończył się dwudziesty piąty rejs szkolny ORP „Iskra”; okręt zawinął do portów: Kopenhaga, Hawr, Bergen

## Wrzesień
- Przeprowadzono ćwiczenia Zjednoczonych Sił Zbrojnych Układu Warszawskiego na terenie Polski z udziałem Armii Radzieckiej, Narodowej Armii Ludowej NRD i Wojska Polskiego[1].

8 września
- W Warszawie zmarł gen. dyw. w st. spocz. Juliusz Rómmel[5][6].

9 września
- W Warszawie na rondzie przy zbiegu ul. Raszyńskiej, Wawelskiej i Żwirki i Wigury odsłonięty został zrekonstruowany Pomnik Lotnika[5][4].

15–20 września
- Delegacja Wojska Polskiego przebywała z wizytą w Belgii[5].

17 września
- W Warszawie na Bulwarze Nadwiślańskim w pobliżu Stadionu Dziesięciolecia odsłonięto tablicę pamiątkową ku czci poległych żołnierzy 1 Warszawskiej Brygady Kawalerii[5].
- W Renton, w stanie Washington, zmarł inżynier Jerzy Dąbrowski, konstruktor lotniczy, twórca bombowca PZL.37 Łoś, uważany za twórcę nowoczesnego profilu skrzydła laminarnego.

22–26 września
- Z wizytą w Szwecji przebywał zespół polskich okrętów w składzie: niszczyciel ORP „Wicher” i dwa okręty podwodne ORP „Sęp” i ORP „Sokół”[5].

23 września
- W Londynie zmarł pułkownik saperów Cyprian Ułaszyn (ur. 28 lutego 1896), odznaczony Krzyżem Niepodległości, dwukrotnie Krzyżem Walecznych i Srebrnym Krzyżem Zasługi, przed II wojną światową I zastępca dowódcy 2 Batalionu Mostów Kolejowych w Legionowie, we wrześniu 1939 roku dowódca Grupy Wojsk Kolejowych nr 13, a następnie dowódca saperów 50 Dywizji Piechoty. Pułkownik Ułaszyn został pochowany 29 września na Cmentarzu North Sheen[7]

## Październik
1–7 października
- z wizytą w Jugosławii przebywała delegacja Wojska Polskiego na czele z ministrem obrony narodowej[5]

5–10 października
- w południowo-zachodniej części kraju odbyły się, prowadzone przez Inspektorat Obrony Terytorialnej, ćwiczenia wojskowe[5]

7 października
- żołnierze 27 pułku czołgów z Gubina gościli delegację zaprzyjaźnionego pułku im. Karola Świerczewskiego ze Sprembergu w NRD[8]

14 października
- w Crostwitz koło Drezna odbyła się uroczystość odsłonięcia pomnika-mauzoleum wzniesionego przez społeczeństwo NRD dla upamiętnienia walk żołnierzy 2 armii WP, a przede wszystkim 9 DP w operacji łużyckiej[5]

15–16 października
- odbył się V Krajowy Zjazd Ligi Obrony Kraju[e][5]

26 października
- Na podstawie zarządzenia Szefa Sztabu Generalnego WP nr 0158/Org 6 Ośrodek Szkoleniowo-Mobilizacyjny przeformowano w 6 Szkolny batalion powietrznodesantowy (6 szbpd)[9].

28 października
- w Szczecinie na cmentarzu odsłonięto Pomnik Braterstwa Broni Żołnierzy Polskich i Radzieckich poległych w walkach o wyzwolenie Pomorza Zachodniego[5]

## Listopad
- powołano Dowództwo Wojsk Lotniczych w Poznaniu, a dowódcą został gen. bryg. pil. Jan Raczkowski[1][3]

13 listopada
- rozpoczęcie narady kierowniczej kadry armii UW w Dreźnie[1]

21 listopada
- zaczęła obowiązywać Ustawa o powszechnym obowiązku obrony PRL[1][6]

28 listopada
- rozkazem ministra obrony narodowej Podoficerska Szkoła Zawodowa Wojsk Łączności otrzymała imię Marcelego Nowotki[5]

30 listopada
- w Warszawie odbyła się doroczna odprawa szkoleniowa kierowniczego aparatu dowódczego, politycznego, gospodarczego i technicznego szczebla centralnego wojsk lądowych, lotniczych, wewnętrznych, obrony terytorialnej i obrony powietrznej kraju oraz Marynarki Wojennej[5]

## Grudzień
- w Gubinie utworzono 5 pułk artylerii przeciwlotniczej (JW 3631) z przeformowania 3 dywizjonu artylerii przeciwlotniczej 5 Dywizji Pancernej[10]

5–6 grudnia
- w Warszawie odbył się zlot przodujących kierowników grup szkolenia politycznego[5]

12 grudnia
- w Akademii Sztabu Generalnego im. gen. broni Karola Świerczewskiego w związku z dwudziestoleciem jej istnienia odbyły się uroczystości jubileuszowe[5]